# Osiedla żydowskie na Wzgórzach Golan

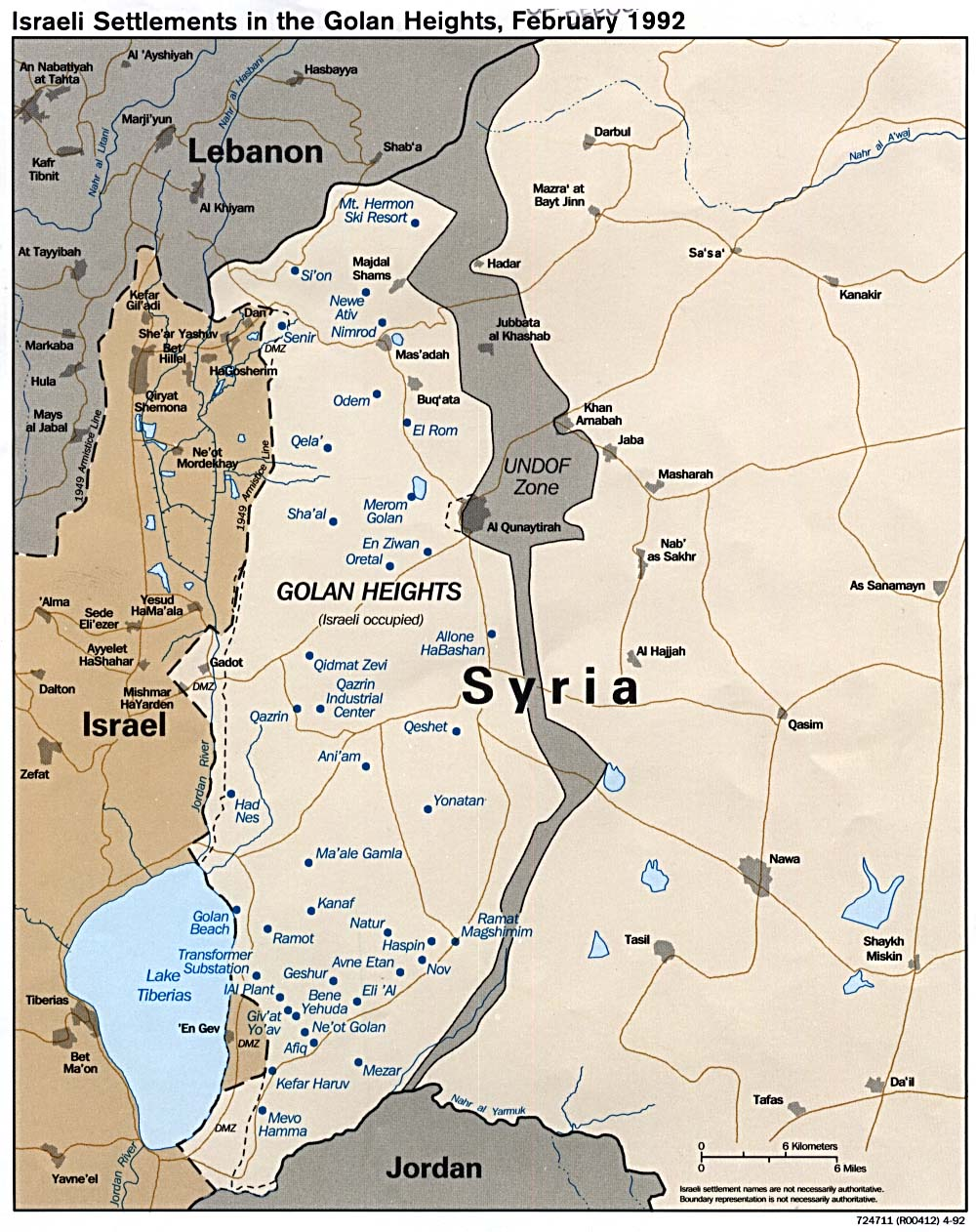
Mapa izraelskich osiedli na Wzgórzach Golan z 1992 roku.

Osiedla żydowskie na Wzgórzach Golan to wszystkie jednostki mieszkalne założone przez osadników żydowskich na zdobytych przez Izrael Wzgórzach Golan po wojnie sześciodniowej w 1967 roku. Współcześnie, w ramach samorządu regionu Golan istnieją 32 osiedla. Najnowsze - Ramat Trump - powstało w 2019 roku na cześć amerykańskiego prezydenta Donalda Trumpa. W grudniu 2020 roku liczba Żydów zamieszkujących Wzgórza Golan wynosiła 24 000.
22 listopada 1967 roku rezolucja Rady Bezpieczeństwa ONZ nr 242  wezwała Izrael do wycofania się  ze wszystkich terytoriów zajętych w trakcie wojny sześciodniowej i okupowanych po niej. 
W 1981 roku Kneset przegłosował Prawo Wzgórz Golan. Na jego mocy Izrael uznał ten obszar za część swojego terytorium i dokonał jego aneksji. Nie została ona uznana przez Organizację Narodów Zjednoczonych. 17 grudnia 1981 roku Rada Bezpieczeństwa ONZ wydała rezolucję nr 497, która wezwała Państwo Izrael do wycofania się z tej decyzji, określając jednocześnie Izrael „okupantem”.
W 2019 roku administracja Donalda Trumpa jednostronnie uznała izraelską aneksję Wzgórz Golan.

## Historia
W wyniku ofensywy izraelskiej na froncie syryjskim w trakcie wojny sześciodniowej w 1967 roku Wzgórza Golan zostały zajęte przez Armię Obrony Izraela. Po wojnie okupacja zdobytych terytoriów była interpretowana jako karta przetargowa w negocjacjach pokojowych z państwami arabskimi. Oficjalne stanowisko rządu, w szczególności to dla społeczności międzynarodowej, było takie, iż zajęte obszary (Zachodni Brzeg, Synaj, Strefa Gazy i Wzgórza Golan) będą „depozytem” i posłużą rządowi izraelskiemu w rozmowach z sąsiednimi państwami. Wzgórza Golan miały również istotne znaczenie dla Izraela z wojskowego punktu widzenia. Od 1948 roku armia syryjska wykorzystywała je jako punkt obserwacyjny, a artyleria ostrzeliwała izraelskie miejscowości w pobliżu granicy. Zajęcie Wzgórz Golan pozwoliło Izraelczykom na uzyskanie wglądu w ruchy wojsk syryjskich na wschód od nich. Ponadto obszar ten stanowi bufor bezpieczeństwa w razie ataku. Obszar ma także strategiczne znaczenie dla obu stron z punktu widzenia dostępu do wody. Izrael obawiał się, że Syryjczycy będą chcieli wstrzymywać dopływ wód rzeki Banjas (arab. نهر بانياس, Izraelczycy nazywają tę rzekę Nachal Chermon, hebr. נחל חרמון) do Jordanu, który jest jednym z głównych źródeł wody dla Państwa Izrael.
22 listopada 1967 roku rezolucja Rady Bezpieczeństwa ONZ nr 242 wezwała Izrael do wycofania się ze wszystkich terytoriów zajętych w trakcie wojny sześciodniowej i okupowanych po niej.
Zaraz po zakończeniu działań zbrojnych w 1967 roku ruch kibucowy Zjednoczony Kibuc (hebr. הקיבוץ המאוחד, Ha-Kibuc ha-Me’uchad) rozpoczął tworzenie planów zasiedlenia Wzgórz Golan. Według przywódców ruchu, osiedla miałyby mieć charakter rolniczy, w szczególności w północnej części, gdzie, jak twierdzono, można byłoby uprawiać ziemniaki i wypasać zwierzęta hodowlane. Jak twierdzi Efrat nie rozważono wszystkich możliwości rolniczych regionu. Planowano założyć od 17 do 22 osiedli w pierwszych 10 latach. Nie licząc druzyjskich wsi, to w osiedlach rolniczych miało zamieszkać 20 000–25 000 osób, a w ośrodkach miejskich 10 000. W ostateczności rząd uznał, że wysiłek osadniczy zostanie skupiony na południu Wzgórz Golan, ponieważ region ten mógł być zasiedlony szybciej, bez inwestycji w infrastrukturę. Pomocniczą gałęzią przemysłu dla powstających osiedli miała być turystyka. Plan założenia osiedli był też zabezpieczeniem dla Izraelczyków na wypadek, gdyby Syryjczycy odmówili ustalenia granicy innej niż ta sprzed 1967 roku. Izraelczycy postanowili, że poza działaniami dyplomatycznymi na arenie międzynarodowej, będą kierować się polityką faktów dokonanych . W tym celu 25 czerwca, na spotkaniu rządowym, Menachem Begin zaproponował zniszczenie miasta Banjas. Spotkało się to z aprobatą ministra obrony Moszego Dajana, a wojsko wykonało rozkaz zniszczenia miasta, pozostawiając tylko meczet, kościół i dom szejka z czasów osmańskich  .

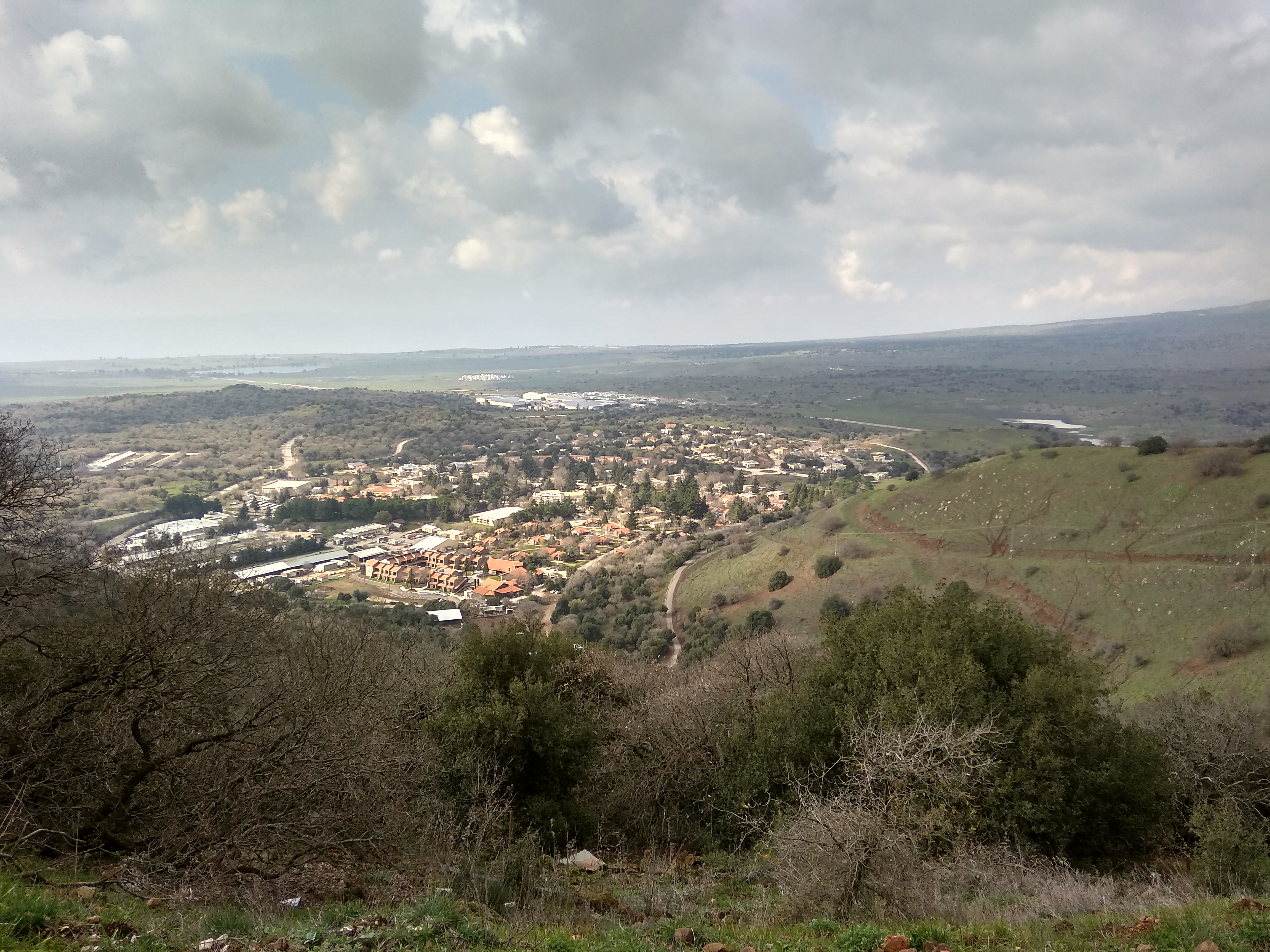
Widok na Merom Golan.

W plany zasiedlenia Wzgórz Golan zaangażowali się także przedstawiciele miejscowości z Górnej Galilei. Sprzeciwiali się oni oddaniu Wzgórz Golan Syryjczykom, ponieważ w latach 1948–1967 to oni ponosili największe straty w związku z ostrzałami artyleryjskimi. Ruch ten zyskał poparcie Jicchaka Tabenkina, który nawoływał do osiedlania się na wszystkich zdobytych w wojnie terenach. Działacze zyskali poparcie Dowództwa Północnego, które oddelegowało żołnierzy do pilnowania transportów żywności i materiałów budowlanych na Wzgórza Golan. 3 lipca minister pracy Jigal Allon zaproponował utworzenie dwóch, maksymalnie trzech obozów, które miałyby się zająć rozpoczęciem prac rolniczych. 14 lipca na Wzgórza Golan wyjechał pierwszy transport z osadnikami, którzy otrzymali zgodę wyłącznie od ministra Allona. Dopiero 27 sierpnia rząd zatwierdził plan przeznaczenia Wzgórz Golan pod działalność rolniczą .
W styczniu 1968 roku na Wzgórzach Golan istniały już trzy osiedla cywilno-wojskowe Brygady Nachal (Nachal Snir, Nachal Golan, Nachal El-Al) oraz trzy osiedla cywilne (kibuc Golan/Merom Golan, Mewo Chamma i En Ziwan) .
29 sierpnia 1968 roku Jigal Allon przedłożył premierowi Lewiemu Eszkolowi propozycję aneksji Wzgórz Golan, jednak premier nie zaakceptował tej propozycji .
W 1969 rząd stworzył kolejny program, który zakładał zwiększenie liczby osadników do 50 000. 20 000 osób miałoby mieszkać w osiedlach rolniczych, a 30 000 w miejskich.

Do 1973 roku skupiono się na zasiedlaniu południa Wzgórz Golan oraz w rejonie Al-Kunajtiry. Z jednej strony, stworzenie osiedli na tym obszarze było jednym z priorytetów rządu, ale z drugiej strony nie stanowiłyby one istotnej wartości dodanej dla izraelskiej gospodarki.

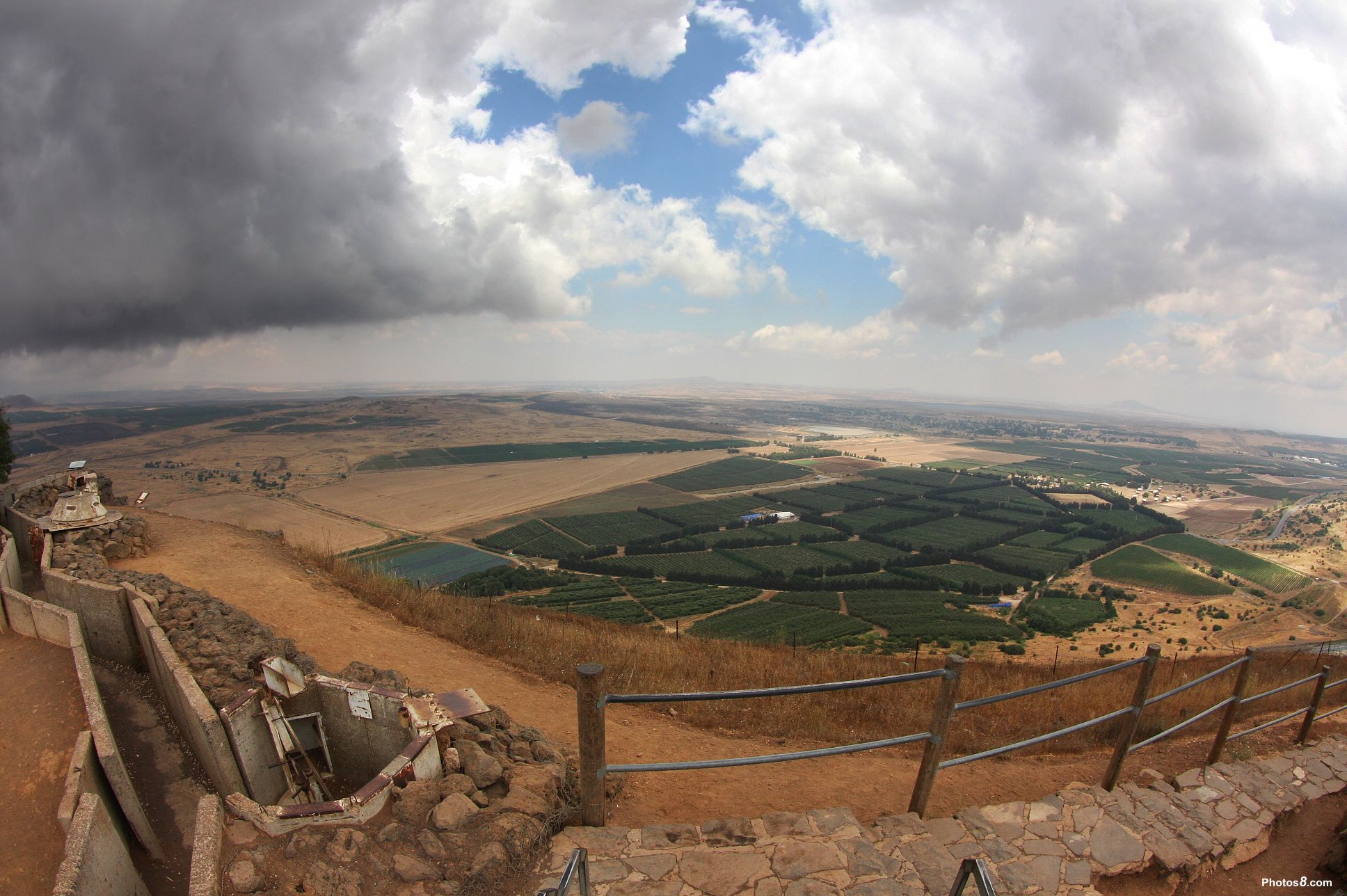
Widok na Syrię z izraelskich umocnień.

Wojna Jom Kipur w 1973 roku spowodowała szkody gospodarcze w regionie Wzgórz Golan. Wiele osiedli zostało także zniszczonych. Po dojściu do władzy Likudu w 1977 roku wzmocnienie osiedli na Wzgórzach Golan stało się priorytetem polityki rządu. Wysiłki skupiono tym razem nie na południu, a w rejonie Al-Kunajtiry. Miało to stworzyć barierę ochronną przed powtórzeniem ewentualnego ataku przez Syryjczyków przez środkową część wzgórz. Politycy stwierdzili, że same osiedla rolnicze lub przemysłowe nie będą w stanie stworzyć frontu obrony. Podjęto kroki mające na celu fortyfikację osiedli na Wzgórzach Golan.
Międzynarodowe naciski, w szczególności Stanów Zjednoczonych, Europy i państw OPEC, na rozwiązanie konfliktu sprawiły, że osadnicy zaczęli zasiedlać zachodnie przedmieścia Al-Kunajtiry. Nie otrzymali jednak oficjalnego wsparcia od Zjednoczonego Kibucu. Ta sama grupa osadników chciała zasiedlić ponownie opuszczoną Chuszaniję i przekształcić ją w miasto, ale rząd obawiał się reakcji Stanów Zjednoczonych i ONZ. Dopiero w 1976 roku utworzono pierwsze osiedle o docelowym statusie miasta Kacrin.
Po 1977 roku rząd podjął starania w celu rozwoju infrastruktury na Wzgórzach Golan. 14 grudnia 1981 roku Kneset przyjął Prawo Wzgórz Golan, które rozciągało izraelską administrację, prawodawstwo i suwerenność na ten obszar. Fakt ten nie został uznany przez ONZ. Co więcej, Rada Bezpieczeństwa ONZ przyjęła 17 grudnia 1981 roku rezolucję nr 497, która wezwała Państwo Izrael do wycofania się z tej decyzji.
Po 20 latach działalności osadniczej w rejonie Wzgórz Golan liczba osadników na tym obszarze wyniosła 6500 osób, a liczba osiedli wzrosła do 31 (11 kibuców, 15 moszawów, dwa miasta i dwa osiedla Brygady Nachal).
Pod koniec lat 90. XX wieku, pod auspicjami Stanów Zjednoczonych, prowadzono rozmowy pokojowe pomiędzy Izraelem a Syrią. Premier Benjamin Netanjahu i minister spraw zagranicznych Ariel Szaron odrzucili propozycje pokoju w zamian za wycofanie się ze Wzgórz Golan. Następca Netanjahu, Ehud Barak, skłonny był do podjęcia rokowań pokojowych. Wyraził nawet chęć opuszczenia wzgórz w zamian za rekompensatę w wysokości 17 miliardów dolarów. Syryjczycy oficjalnie wciąż wrogo odnosili się do Państwa Izrael, co w połączeniu z wymogiem pełnego wycofania się ze Wzgórz Golan, nie budowała poparcia wśród Izraelczyków dla zawarcia pokoju z Syrią. Ostatecznie ustabilizowanie sytuacji w kraju, aby Baszar al-Asad mógł przejąć władzę po swoim ojcu, a także brak poparcia opinii publicznej dla pokoju z Izraelem sprawiły, że rozmowy zakończono. Później trzykrotnie, w 2003 roku, 2008 roku i 2011 roku, próbowano powrócić do rozmów pokojowych, ale ostatecznie nawet nie doszło do spotkania się obu stron.
W 2013 roku izraelska firma Afek, będąca filią amerykańsko-izraelskiej firmy Genie Energy, otrzymała od rządu licencję na poszukiwania ropy i gazu na terenie Wzgórz Golan .

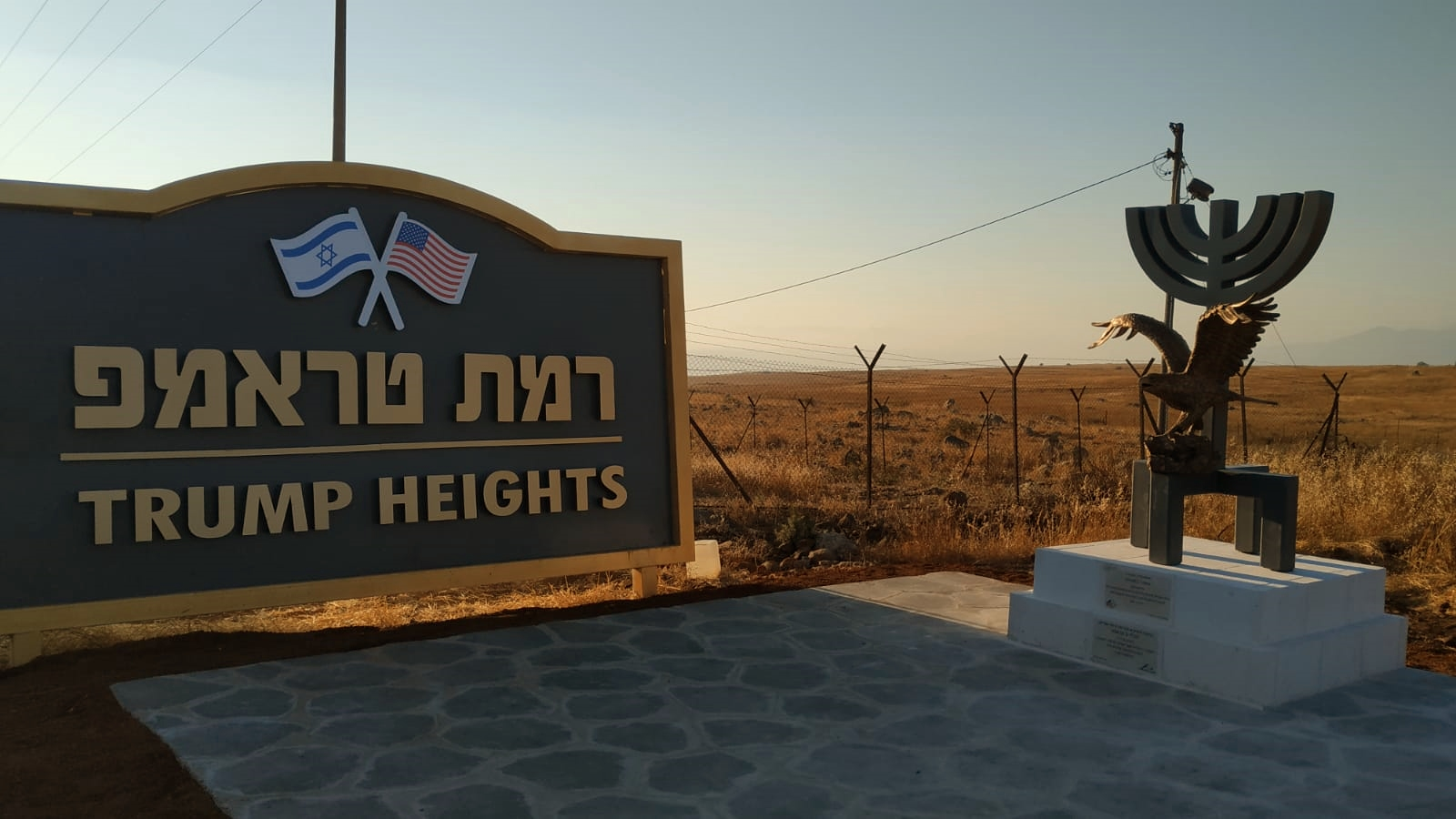
Tablica Ramat Trump.

W 2016 roku premier Netanjahu zapowiedział, że Wzgórza Golan na zawsze zostaną pod izraelską kontrolą, a państwo nigdy się z nich nie wycofa . Oświadczenie to zostało potępione przez ONZ.
W 2019 roku Stany Zjednoczone, jako pierwsze państwo na świecie jednostronnie uznały izraelską aneksję Wzgórz Golan. Trzy miesiące później premier Natanjahu, w ramach podziękowania za przeniesienie amerykańskiej ambasady do Jerozolimy i uznanie izraelskiej aneksji Wzgórz Golan, ogłosił powstanie nowego osiedla o nazwie Ramat Trump, na cześć Donalda Trumpa . W pierwszej fazie rozwoju osiedla docelowa ma tam mieszkać 150 rodzin .
W grudniu 2021 roku premier Naftali Bennett zapowiedział chęć podwojenia liczby osadników na Wzgórzach Golan. Rząd stworzył także plan opiewający na sumę 317 milionów dolarów na ten cel, a także zapowiedział budowę 7300 nowych domów.

## Charakterystyka osiedli
Według statystyk Centralnego Biura Statystyki Izraela na Wzgórzach Golan mieszka 24 000 Żydów oraz 26 600 Arabów. Osadnicy zamieszkują 32 miejscowości, a Arabowie (większość z nich Druzowie) zamieszkują według biura pięć miejscowości, natomiast według Al-Dżaziry sześć miejscowości .
Według samorządu regionu Golan dominującymi gałęziami gospodarki na tym obszarze są turystyka i rolnictwo. Na Wzgórzach Golan funkcjonuje 27 osiedli rolniczych. Produkcja jabłek oraz mięsa w tym regionie stanową 30% produkcji owoców i produkcji mięsa w całym kraju. 9% mleka pochodzi ze Wzgórz Golan, co stanowi ok. 95 milionów litrów mleka. W 2020 roku 16 800 dunamów (16,8 km²) było przeznaczone pod uprawy rolne, plantacje cytrusów zajmowały 3000 dunamów (3 km²), a pozostałe zajmowały 42 000 dunamów (42 km²).

## Lista osiedli
Oto lista wszystkich osiedli na Wzgórzach Golan:
| Nazwa osiedla    | Liczba mieszkańców |
| ---------------- | ------------------ |
| Afik             | 345                |
| Allone ha-Baszan | 447                |
| Ani’am           | 515                |
| Awne Etan        | 740                |
| Bene Jehuda      | 1120               |
| Chad Nes         | 854                |
| Chaspin          | 2007               |
| El-Rom           | 416                |
| Eli’ad           | 464                |
| En Ziwan         | 386                |
| Geszur           | 289                |
| Giwat Jo’aw      | 740                |
| Jonatan          | 770                |
| Kanaf            | 470                |
| Kefar Charuw     | 455                |
| Kela Allon       | 336                |
| Keszet           | 842                |
| Kidmat Cewi      | 512                |
| Ma’ale Gamla     | 559                |
| Merom Golan      | 744                |
| Mecar            | 289                |
| Mewo Chamma      | 473                |
| Natur            | 872                |
| Ne’ot Golan      | 636                |
| Newe Atiw        | 127                |
| Nimrod           | b.d.               |
| Now              | 995                |
| Odem             | 155                |
| Ortal            | 349                |
| Ramot            | 531                |
| Ramat Magszimim  | 755                |
| Ramat Trump      | b.d.               |
| Sza’al           | 306                |